# Diplodetus
Diplodetus is een geslacht van uitgestorven zee-egels uit de familie Micrasteridae.

## Soorten
- Diplodetus brevistella Schlueter, 1899 †
- Diplodetus parvistella (Schlueter, 1899) † Maastrichtien, Nederland en België.
- Diplodetus americanus Stephenson, 1941 † Campanien-Maastrichtiaan, zuidoosten van Verenigde Staten en Nederland.
- Diplodetus bucardium (Goldfuss, 1829) † Maastrichtien, Nederland en België.
- Diplodetus duponti (Lambert, 1911) † Maastrichtien, Nederland, Duitsland.
- Diplodetus nutrix (Lambert, in Boule, 1899) † Campanien-Maastrichtien, Madagaskar.
- Diplodetus gauthieri Cottreau, 1908 † Maastrichtien-Danien, Madagaskar.
- Diplodetus coloniae (Cotteau, 1877) † Paleoceen, West-Europa, Oekraïne.